# Свети Антоний (Орляк)
„Свети Антоний“ (на гръцки: Ιερός Ναός Αγίου Αντωνίου) е православна църква в сярското село Орляк (Стримонико), Егейска Македония, Гърция, енорийски храм на Сярската и Нигритска епархия на Вселенската патриаршия.

## История
Църквата е построена в центъра на селото в 1703 година. Църквата е унищожена от пожар, възникнал на 12 февруари 1982 година. Възстановена е като кръстокуполна базилика.
Към енорията принадлежи и храмът „Св. св. Кирил и Методий“, „Свети Илия“, „Света Неделя“, „Света Варвара“ и „Свети Харалампий“.